# Jochen Schmidt (Germanist)

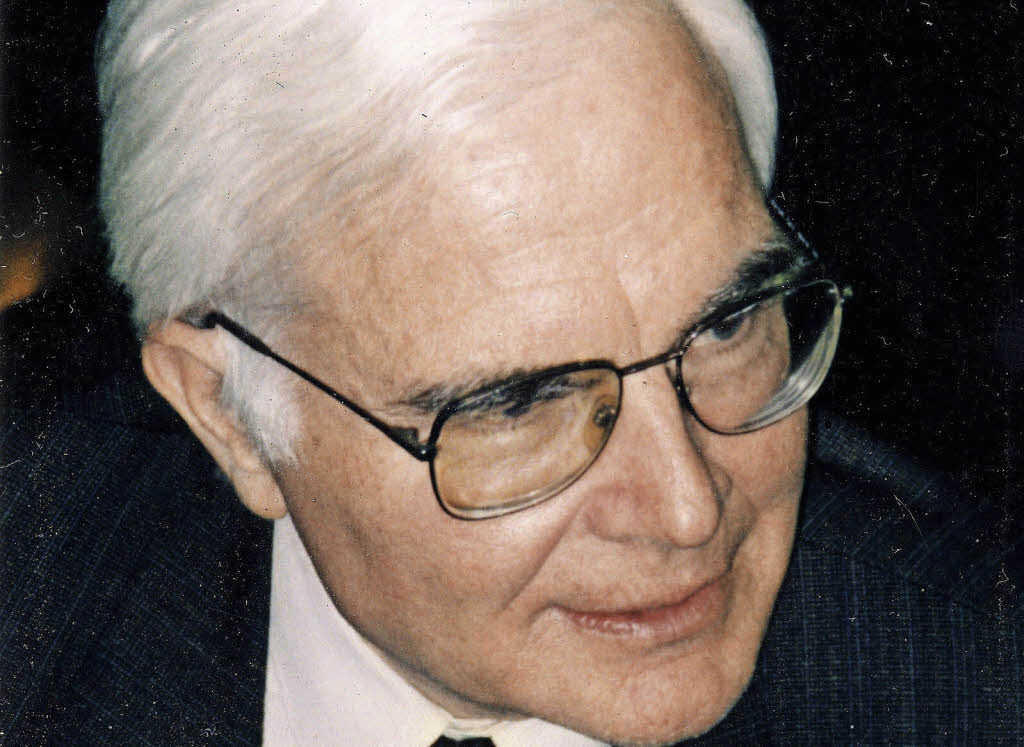
Jochen Schmidt (2013)

Jochen Schmidt (* 14. Dezember 1938 in Berlin; † 18. Mai 2020 in Bad Salzschlirf) war ein deutscher Literaturwissenschaftler und Hochschullehrer. Er verfasste zahlreiche Studien zu Literatur und Ideengeschichte der klassisch-romantischen Epoche sowie zu Nietzsche.

## Leben
Jochen Schmidt studierte von 1957 bis 1963 Germanistik, Gräzistik, Romanistik und Geschichte in München, Tübingen, Paris und Freiburg. Schmidt wurde 1965 in Tübingen bei Friedrich Beißner über Hölderlins Elegie Brod und Wein promoviert. Er habilitierte sich 1973 in Tübingen über Heinrich von Kleist.
Jochen Schmidt war von 1978 bis 1988 Professor für Neuere Deutsche Literatur an der Universität Tübingen und von 1988 bis zu seiner Emeritierung 2004 an der Universität Freiburg. 1997 wurde Schmidt Mitglied der Heidelberger Akademie der Wissenschaften.
Er wurde vor allem durch seine zweibändige Geschichte des Genie-Gedankens in der deutschen Literatur, Philosophie und Politik, als Hölderlin-Forscher und -Herausgeber, Goethe- und Kleistforscher sowie als Nietzsche-Kommentator bekannt.
Jochen Schmidt war von 2008 bis 2014 Forschungsstellenleiter des von ihm initiierten Großprojekts Nietzsche-Kommentar der Heidelberger Akademie der Wissenschaften.
Für seine Forschungen zur Literatur- und Ideengeschichte der klassisch-romantischen Epoche wurde ihm 2013 die Goldene Goethe-Medaille der Goethe-Gesellschaft in Weimar verliehen, mit der ihn eine langjährige Vorstandsmitgliedschaft verband.
Jochen Schmidt wohnte seit seiner frühen Kindheit in Bad Wurzach. 1968 heiratete er die spätere promovierte Altphilologin und Gymnasiallehrerin Ute Schmidt-Berger (* 1941). Sie lebten von 1971 bis 2011 auf dem Hof am Wachbühl in Bad Wurzach. Später zogen sie nach Bad Salzschlirf. Beide engagierten sich für den Landschaftsschutz, Jochen Schmidt insbesondere als Initiator von Baumpflanzaktionen.

## Schriften (Auswahl)
- Hölderlins Elegie „Brod und Wein“. De Gruyter, Berlin 1968.
- Hölderlins letzte Hymnen „Andenken“ und „Mnemosyne“. Niemeyer, Tübingen 1970.
- Heinrich von Kleist. Studien zu seiner poetischen Verfahrensweise. Niemeyer, Tübingen 1974.
- Ohne Eigenschaften. Eine Erläuterung zu Musils Grundbegriff. Niemeyer, Tübingen 1975.
- Hölderlins später Widerruf in den Oden „Chiron“, „Blödigkeit“ und „Ganymed“. Niemeyer, Tübingen 1978.
- Die Geschichte des Genie-Gedankens in der deutschen Literatur, Philosophie und Politik 1750–1945. 2 Bände. Wissenschaftliche Buchgesellschaft, Darmstadt 1985. 3. Auflage: Winter, Heidelberg 2004.
- (Hrsg.) Aufklärung und Gegenaufklärung in der europäischen Literatur, Philosophie und Politik von der Antike bis zur Gegenwart. Wissenschaftliche Buchgesellschaft, Darmstadt 1989.
- Hölderlins geschichtsphilosophische Hymnen „Friedensfeier“, „Der Einzige“, „Patmos“. Wissenschaftliche Buchgesellschaft, Darmstadt 1990.
- (Hrsg.): Friedrich Hölderlin: Sämtliche Werke und Briefe in drei Bänden. Deutscher Klassiker Verlag, Frankfurt a. M. 1992–1994. (1500 S. Kommentar)
- (Hrsg.): Friedrich Hölderlin: Sämtliche Gedichte. 4. Auflage. Deutscher Klassiker Verlag, Frankfurt a. M. 2016. (660 S. Kommentar)
- Goethes „Faust“. Erster und Zweiter Teil. Grundlagen – Werk – Wirkung. Beck, München 1999. 4. Auflage 2018.
- Metamorphosen der Antike in Goethes Werk. Winter, Heidelberg 2002.
- Heinrich von Kleist. Die Dramen und Erzählungen in ihrer Epoche. Wissenschaftliche Buchgesellschaft, Darmstadt 2003. 2. Auflage 2008.
- Goethes Altersgedicht „Urworte. Orphisch“. Grenzerfahrung und Entgrenzung. Winter, Heidelberg 2006.
- mit Barbara Neymeyr und Bernhard Zimmermann (Hrsg.): Stoizismus in der europäischen Philosophie, Literatur, Kunst und Politik. Eine Kulturgeschichte von der Antike bis zur Moderne. 2 Bände. De Gruyter, Berlin 2008.
- mit Ute Schmidt-Berger: Mythos Dionysos. Texte von Homer bis Thomas Mann. Reclam, Stuttgart 2008.
- Kommentar zu Nietzsches „Die Geburt der Tragödie“. De Gruyter, Berlin/Boston 2012.
- Kommentar zu Nietzsches „Morgenröthe“. De Gruyter, Berlin/Boston 2015.
- Der Mythos „Wille zur Macht“. Nietzsches Gesamtwerk und der Nietzsche-Kult. Eine historische Kritik. De Gruyter, Berlin/Boston 2016.